# Tragia biflora
Tragia biflora är en törelväxtart som beskrevs av Ignatz Urban och Erik Leonard Ekman. Tragia biflora ingår i släktet Tragia och familjen törelväxter. Inga underarter finns listade i Catalogue of Life.